# Iwan Turkiel
Iwan Łukicz Turkiel, ros. Иван Лукич Туркель (ur. 13 września?/26 września 1903 we wsi Fiodorowka, zm. 8 kwietnia 1983 w Moskwie) – Ukrainiec, generał pułkownik lotnictwa Armii Radzieckiej, generał broni Wojska Polskiego.

## Życiorys
Iwan Łukicz Turkiel urodził się 26 września 1903 we wsi Fiodorowka, w powiecie aleksandrowskim, obecnie rejon melitopolski obwodu zaporoskiego. 
Brał udział w walkach na frontach II wojny światowej jako dowódca sił lotniczych 14A Frontu Północnego (późniejszego Karelskiego). 
W okresie od czerwca 1948 roku do maja 1949 roku był słuchaczem Wyższego Akademickiego Kursu w Wyższej Szkole Wojskowej im. Woroszyłowa w Moskwie. Po ukończeniu kursu objął dowództwo 26 Armii Lotniczej. W okresie od 19 stycznia 1951 do 6 listopada 1956 był oddelegowany z Armii Radzieckiej do Wojska Polskiego w stopniu generała broni i wyznaczony na stanowisko dowódcy Wojsk Lotniczych. 25 listopada 1954 został wyznaczony na stanowisko dowódcy Wojsk Lotniczych i Obrony Przeciwlotniczej Obszaru Kraju. 2 listopada 1956 obowiązki dowódcy przekazał gen. bryg. pil. Janowi Frey-Bieleckiemu.
Po powrocie do ZSRR został pierwszym zastępcą dowódcy, a później dowódcą Lotnictwa Dalekiego Zasięgu (ros. Авиация дальнего действия). Pełnił służbę na stanowisku zastępcy dowódcy Sił Powietrznych ZSRR do spraw szkolenia bojowego. 
W grudniu 1968 roku został przeniesiony w stan spoczynku. Zmarł 8 kwietnia 1983 roku w Moskwie.

## Awanse
- generał major lotnictwa – 29 października 1941;
- generał porucznik lotnictwa – 28 maja 1943;
- generał pułkownik lotnictwa – 1 marca 1946.

## Życie prywatne
Urodzony w rodzinie ukraińskiej. Syn Łuki, rolnika i flisaka na Dnieprze i Łukieriji, chłopki. Podczas pobytu w Polsce mieszkał w Warszawie. Żonaty z Anną Odinokową, Rosjanką, z zawodu kreślarką. Małżeństwo miało córkę Linę.

## Ordery i odznaczenia
- Order Sztandaru Pracy I klasy
- Krzyż Komandorski z Gwiazdą Orderu Odrodzenia Polski
- Krzyż Komandorski Orderu Odrodzenia Polski
- Brązowy Medal „Siły Zbrojne w Służbie Ojczyzny”
- Złota odznaka „Na Straży Pokoju” (1976)[3]
- Order Lenina
- Order Czerwonego Sztandaru – sześciokrotnie
- Order Kutuzowa I klasy
- Order Suworowa II klasy
- Order Kutuzowa II klasy – dwukrotnie